# Fakin' It (Simon & Garfunkel)
Fakin' It è un singolo del duo statunitense Simon & Garfunkel, pubblicato il 7 luglio 1967 come terzo estratto dal quarto album in studio Bookends.

## Tracce
- 7"

1. Fakin' It
2. You Don't Know Where Your Interest Lies